# Orchises Press
Orchises Press je ameriško založniško podjetje v Alexandrii, Virginija. Založbo je leta 1974 ustanovil Roger Lathbury, profesor na Univerzi George Mason, ki podjetje upravlja z doma. Založba Orchises Press se je usmerila v izdajanje faksimilov originalnih izdaj klasične literature, nove poezije in leposlovja v javni lasti.  Pri založbi so svoja dela objavljali Benjamin Ivry, Lee Slominsky in Richard Moore. 
Založba je verjetno najbolj poznana po knjigi, ki ni bila nikoli izdana: leta 1996 je ameriški pisatelj J. D. Salinger, avtor slavnega romana Varuh v rži, z založbo podpisal pogodbo za izdajo njegove novele Hapworth 16, 1924. Novela bi tako prvič sploh izšla v knjižni obliki, Salinger jo je sicer predhodno že objavil v literarni reviji The New Yorker. Vendar, ko je novica o izdaji novele odtekla v medije in so v medijih na ves glas poročali o izdaji nove Salingerjeve novele, se je samotarski Salinger, ki ni želel publicitete, premislil. Sprva so izid novele le prestavili na kasnejši termin, naposled pa so ga tudi dokončno preklicali. 